# Île de Gerlache

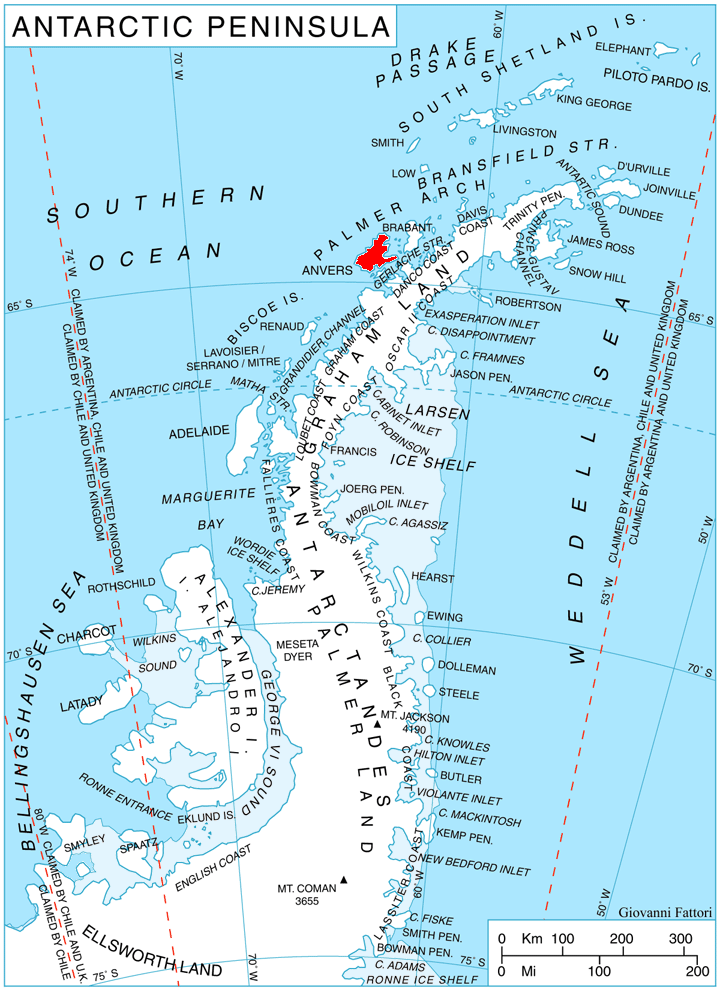
Localisation de l'île Anvers dans la région de la péninsule antarctique.

L'île de Gerlache est la plus grande des îles Rosenthal (en). Ces iles sont situées au large du cap de Gerlache  sur la côte ouest de l'île d'Anvers, dans l'archipel Palmer en Antarctique. Elle fut d'abord grossièrement cartographié et nommé « pointe de Gerlache » par l'expédition française en Antarctique de 1903–05, sous le commandement de Jean-Baptiste Charcot, en hommage au lieutenant Adrien de Gerlache .

## Zone importante pour les oiseaux
L'île de Gerlache fait partie de la zone importante pour la conservation des oiseaux des îles Rosenthal (IBA), selon la  BirdLife International. Car elle abrite une colonie reproductrice de manchots papous,  environ 3000 couples enregistrés là-bas en 1987. Elle se trouve dans la  ASMA 7 - Southwest Anvers Island et Palmer Basin.

## Voir également
- Liste des îles antarctiques et subantarctiques